# 政治革命
政治革命（せいじかくめい）または政治的革命は、政治分野における革命のこと。通常は社会革命などとの対比で使用される。
1830年から1848年のフランス革命などが、しばしば政治革命と呼ばれている。またトロツキズムの理論では、激動の中で政府転覆または政治体制変更が行われるが、しかし経済的な所有関係は大部分が無傷で残される革命を指す。以下はこのトロツキズムによる政治革命について記述する。

## 概要
政治革命は、古い所有関係が転覆された社会革命と対比させた用語である。レフ・トロツキーは著作『裏切られた革命』で、この理論を幅広く構築した。

## 起源
トロツキズム運動は歪められた労働者国家において資本主義者による反革命には反対し、政治革命を提唱した。この政治革命は、官僚的な特権による非民主的な政府を追放して労働者の民主主義に基礎を置く政府を打ち立てる一方で、国有化された資産関係は維持するとした。
トロツキスト運動は、歪曲された労働者国家の全てで政治革命が発生するとは認識しなかったが、ソビエト連邦の進攻により弾圧された1956年のハンガリー動乱や1968年のプラハの春では潜在的に強い可能性があるとみなした。また1989年に中国共産党により弾圧された六四天安門事件なども政治革命の可能性があるとみなした。